# WASP-95
WASP-95 — одиночная звезда в созвездии Журавля на расстоянии приблизительно 430 световых лет (около 132 парсеков) от Солнца. Вокруг звезды обращается, как минимум, одна планета.

## Характеристики
WASP-95 — жёлтый карлик спектрального класса G2V. Видимая звёздная величина звезды — +10,1m. Масса — около 1,11 солнечной, радиус — около 1,13 солнечного. Эффективная температура — около 5830 K, металличность звезды оценивается как 0,14. Возраст звезды определён около 2,4 млрд лет.

## Планетная система
В 2013 году у звезды обнаружена планета (WASP-95 b).